# シャールボガールド - セーケシュフェヘールヴァール線
シャールボガールド - セーケシュフェヘールヴァール線（ハンガリー語;Sárbogárd–Székesfehérvár-vasútvonal）は、ハンガリー国鉄の鉄道線の名称である。路線番号45。

## 運行形態

### 快速「インターレギオ(IR)」
- ゲメンツ号：　バヤ - シャールボガールド - セーケシュフェヘールヴァール
2時間に1本の運行。シャールボガールド以南は46号線に直通する。
2021年4月に運行を開始した。[1]

### 普通
- ナジドログ - シャールボガールド - セーケシュフェヘールヴァール　【平日運行】
一日1.5往復の運行。シャールボガールド以南は46号線に直通する。早朝の南行1本に限りベルシェーバーラーンドを通過する。
過去の運行形態
2019年以前は、S450の系統番号がつけられていた。平日・休日とも一日2往復の運行で、うち平日1往復が46号線に直通していた。アバ、ベルシェーバーラーンドにも全列車停車していた。
2019年末に、平日の46号線直通列車が1.5往復に増発された。
2021年春以降、快速の設定により、平日早朝のみ一日1.5往復の運行に縮小された。また、系統番号無しでの運行となった。全列車アバ通過となった他、早朝の南行1本はベルシェーバーラーンドも通過となった。

## 駅一覧
以下では、ハンガリー国鉄45号線の駅と営業キロ、停車列車、接続路線などを一覧表で示す。
- 種別
  - IR：快速
  - S：普通
- 停車駅
  - ■印：全列車停車
  - ●印：大部分停車、一部通過
  - ○印：大部分通過、一部停車
  - ｜印：全列車通過

| 路線名 | 駅名                                        | 駅間営業キロ | 累計営業キロ | IR | S  | 接続路線 | 所在地         | 所在地                         |
| ------ | ------------------------------------------- | ------------ | ------------ | -- | -- | --- | -------------- | ------------------------------ |
| 45     | シャールボガールド駅                        | -            | 0            | ■  | ■  | 40号線（ブダペスト方面、ドンボーヴァール方面） 46号線（バヤ方面）                                                                                            | フェイェール県 | シャールボガールド郡           |
| 45     | アバ・シャールケレストゥール駅（休止中 *1） |              | (15)         | ｜ | ｜ | | フェイェール県 | セーケシュフェヘールヴァール郡 |
| 45     | ベルシェーバーラーンド駅                    | 25           | 25           | ■  | ●  | | フェイェール県 | セーケシュフェヘールヴァール郡 |
| 45     | ベルゲンド駅                                |              | (30)         | ｜ | ｜ | 44号線（プスタサボルチ方面） | フェイェール県 | セーケシュフェヘールヴァール郡 |
| 44     | セーケシュフェヘールヴァール駅              | 14           | 39           | ■  | ■  | 5号線（コマーロム方面） 20号線（ボバ方面）、29号線（バラトンフュレド方面） 30号線（バラトンセントジェルジ方面、ブダペスト方面） 44号線（プスタサボルチ方面） | フェイェール県 | セーケシュフェヘールヴァール郡 |

(*1): 2021年4月以降旅客営業休止。